# Saltonia incerta
Genre
Espèce
Synonymes
- Cybaeodes incerta Banks, 1898
- Saltonia imperialis Chamberlin & Ivie, 1942

Saltonia incerta, unique représentant du genre Saltonia, est une espèce d'araignées aranéomorphes de la famille des Argyronetidae.

## Distribution
Cette espèce se rencontre aux États-Unis en Californie vers le lac Salton Sea et au Mexique au Sonora sur l'île Pelícano,.

## Description
La femelle holotype mesure 4,5 mm.

## Systématique et taxinomie
Cette espèce a été décrite sous le protonyme Cybaeodes incerta par Banks en 1898. Elle est placée dans le genre Saltonia par Roth et Brown en 1975.
Saltonia imperialis a été placée en synonymie par Roth et Brown en 1975.
Ce genre a été décrit par Chamberlin et Ivie en 1942 dans les Agelenidae. Il est placé dans les Dictynidae par Lehtinen en 1967 puis dans les Argyronetidae par Montana, Cala-Riquelme, Crews, Gorneau, Al-Jamal, Alequín, Spagna, Ballarin et Esposito en 2025.

## Publications originales
- Banks, 1898 : « Some new spiders. » Canadian Entomologist, vol. 30, p. 185-188.
- Chamberlin & Ivie, 1942 : « A hundred new species of American spiders. » Bulletin of the University of Utah, vol. 32, no 13, p. 1-117.